# Álvaro Arzú Escobar
Álvaro Enrique Arzú Escobar (Ciudad de Guatemala, 27 de febrero de 1985) es un político y diputado guatemalteco que fue presidente del Congreso de la República de Guatemala desde 2018 a 2020, es diputado del Congreso por Listado Nacional desde 2016.
Es miembro y Secretario General del Partido Unionista desde 2015.

## Carrera política
Es hijo del expresidente de Guatemala Álvaro Arzú Irigoyen y Patricia Escobar de Arzú. En 2008 se graduó como Licenciado en Relaciones Internacionales por la Universidad Francisco Marroquín de Guatemala y en el año 2015 concluyó sus estudios de una Maestría en Política Económica de esa misma Universidad.
Laboró como pasante para el Banco Interamericano de Desarrollo en su sede de Washington, Estados Unidos y fue asesor de la Bancada del Partido Unionista en el Congreso de la República de Guatemala. En 2011 se postuló al cargo de diputado sin ser electo; en el año 2015 se volvió a postular, logrando la elección para la legislatura 2016-2020 como diputado por el Listado Nacional de Guatemala. De 2013 a 2014 se desempeñó como Secretario Nacional de la Juventud de Guatemala. Del año 2013 al año 2015 fue elegido como Secretario General Adjunto II del Partido Unionista y en el año 2015 en la Asamblea Nacional del Partido Unionista, fue elegido como Secretario General.
Se postuló nuevamente para diputado por el partido Unionista en las elecciones de 2019 y por la coalición Valor-Unionista en las elecciones de 2023, siendo reelecto en ambas ocasiones.
En diciembre de 2023, el gobierno de Estados Unidos le revocó la visa por fomentar un golpe a la democracia, siendo parte de una organización corrupta que buscaba anular las elecciones de 2023 en Guatemala.

## Labor legislativa
En su labor como legislador es Presidente de la Comisión de la Pequeña y Mediana Empresa de Guatemala, ha impulsado la discusión respecto de la pena de muerte. Ha acompañado la promulgación de una ley de protección animal y las que incrementan las sanciones a conductores que conducen vehículos en estado de ebriedad.
Tomó posesión del cargo de Presidente del Congreso de Guatemala, para el periodo legislativo 2018-2019. Aunque su elección fue anulada por la Corte de Constitucionalidad de Guatemala el 29 de enero de 2018 aduciendo irregularidades en el proceso de elección de planilla, ordenó que se realizara una nueva elección y fue reelecto con 83 votos a favor ese mismo año.  En 2019 fue electo nuevamente por la mayoría de congresistas como Presidente del Congreso de la República.  Es el presidente del Congreso más joven que ha tenido el Organismo Legislativo de Guatemala